# امیناس
امیناس (به فرانسوی: Amions) یک کامین در فرانسه است که در Canton of Saint-Germain-Laval واقع شده‌است.

## خصوصیات
امیناس ۱۷٫۰۱ کیلومترمربع مساحت و ۲۸۸ نفر جمعیت دارد و ۴۷۰ متر بالاتر از سطح دریا واقع شده‌است.